# 长孙敞
长孙敞，字休明，河南洛阳人，长孙晟之兄，长孙无忌伯父，隋朝、唐朝官员。

## 生平
隋朝时，为左卫郎将。隋炀帝下扬州后，留守长安皇城，唐高祖入长安时，带领河南长孙氏子弟前往新丰迎接，授将作少监，出为杞州（河南安阳）刺史。贞观初年，以收受贿赂被免职。唐太宗以其为长孙皇后伯父，常从宫内赏赐绢帛以供他花费。不久以宗正少卿致仕，加金紫光禄大夫，累封平原郡公。死后追赠幽州都督，谥曰良，陪葬昭陵。

## 家庭

### 父亲
- 长孙兕，北周勋州、絳州、熊州刺史、平原公

### 兄弟姐妹
- 长孙謩，字伯謩
- 长孙炽，字仲光，谥曰静
- 长孙晟，字季晟，谥曰献

### 子女
- 长孙义常，唐朝通议大夫，华容郡公[1]
- 长孙无傲，唐朝邢州刺史

## 延伸阅读
[在维基数据编辑]
 《舊唐書·卷183》，出自刘昫《舊唐書》
 《新唐書·卷105》，出自《新唐書》